# 2 de 10 amb folre, manilles i puntals
El 2 de 10 amb folre, manilles i puntals o torre de 10 amb folre, manilles i puntals, anomenat també simplement 2 de 10 o torre de 10, és un castell de gamma extra mai realitzat ni intentat, de 10 pisos d'alçada i 2 persones per pis, reforçat amb tres estructures suplementàries: el folre al pis de segons, les manilles al pis de terços i els puntals o ajuts al pis de quarts. Fins avui no l'ha portat mai ningú a plaça.

Sempre s'havia considerat un castell extremadament difícil, tant, que pocs arribaven ni tan sols a considerar-lo. Doncs aquest castell afegeix la dificultat d'un castell com el 2 (o torre) de 9 amb folre i manilles que ja és gamma extra per si sol a la de pujar-lo un pis més.

La temporada 2016 però, va significar la consolidació dels castells amb folre i manilles, arribant a l'extraordinària xifra de 53 descarregats i 14 més de carregats (i amb una alta efectivitat, ja que només 9 quedaren en intent). Concretament, colles com els Castellers de Vilafranca que arribaren a adquirir-hi un domini excepcional amb 25 castells amb folre i manilles descarregats i 2 més de carregats, els Minyons de Terrassa que entre aquella temporada i l'anterior sumaven un total de 25 castells amb folre i manilles descarregats i 5 més de carregats, o la Colla Vella dels Xiquets de Valls que també entre les temporades 2015 i 2016 dominaren aquestes estructures amb 16 descarregats i 8 més de carregats; concentraren aquesta consolidació. No és estrany doncs que algunes d'aquestes colles, com els Minyons de Terrassa, comencessin a plantejar-se aquest castell a finals d'aquella temporada.
L'agost del 2017, la Comissió Assessora del Concurs de Castells de Tarragona va decidir, per primer cop, incorporar el 2 de 10 amb folre, manilles i puntals a la taula de puntuació que s'hauria d'utilitzar al XXVII Concurs de castells de Tarragona. Va ser classificat dins del grup 7 i subgrup 3, que és el de més dificultat de la taula.